# Кашина Вентурина (Павија)
Кашина Вентурина је насеље у Италији у округу Павија, региону Ломбардија.
Према процени из 2011. у насељу је живело 16 становника. Насеље се налази на надморској висини од 97 м.